# 長岡市消防本部
長岡市消防本部（ながおかししょうぼうほんぶ）は、新潟県長岡市の消防部局（消防本部）である。

## 沿革
- 1950年4月1日 - 長岡市消防本部・長岡市消防署を設置。
- 1964年10月1日 - 屈折はしご付消防車を配備。
- 1970年10月26日 - 消防本部新庁舎（当時）が竣工。
- 1976年9月30日 - 40メートル級はしご付消防車を配備。
- 1989年4月1日 - 三島郡越路町の消防事務を受託。
- 1993年12月1日 - 高規格救急車の運用を開始。
- 2005年4月1日 - 市町村合併に伴い南蒲原郡中之島町・三島郡越路町・三島町・古志郡山古志村及び刈羽郡小国町を編入する。
  - 南蒲原郡中之島町・三島郡三島町・与板町・和島村の消防事務を共同処理していた一部事務組合の与板郷消防・斉場事務組合（消防本部名称：与板郷消防本部・1976年4月1日設置）は合併前日をもって解散し、長岡市が三島郡与板町及び和島村の消防事務を受託。
    - 与板郷消防署は与板消防署となり、長岡市消防署を長岡消防署に改称し、2署制となる。

  - 古志郡山古志村は、小千谷地域広域事務組合を合併前日をもって脱退し、長岡市が消防事務を承継。
  - 刈羽郡小国町は、新潟県柏崎地域広域事務組合を合併前日をもって脱退し、長岡市が消防事務を承継。
- 2006年1月1日 - 市町村合併により栃尾市・三島郡寺泊町・与板町・和島村を編入。
  - 栃尾市消防本部（1963年4月1日設置）を長岡市消防本部に統合。
    - 栃尾市消防署は栃尾消防署となり、3署制となる。

  - 三島郡寺泊町は、新潟県西部広域消防事務組合を合併前日をもって脱退し、長岡市が消防事務を承継。（旧）寺泊消防署を与板消防署寺泊出張所とする。
  - 三島郡与板町及び和島村は、合併前日をもって長岡市への消防事務委託を廃止。
- 2010年4月1日 - 新庁舎にて業務開始。
  - （旧）庁舎の老朽化に伴い、長岡防災シビックコア地区（長岡操車場跡地）へ庁舎を移転し、同日業務を開始。

## 組織
- 本部
  - 総務課
  - 予防課
  - 警防課
    - 指令室
- 消防署

## 保有車両台数
2024年4月1日現在　消防年報令和6年版
- 消防ポンプ自動車：12
- 水槽付消防ポンプ自動車：9
- 化学消防ポンプ自動車：2
- はしご付消防ポンプ自動車：1
- 屈折はしご付消防ポンプ自動車：1
- 救助工作車：4
- 高規格救急車：18
- 司令車：4
- 指揮隊車：2
- 査察広報車：14
- 連絡車：1
- 資機材搬送車：6
- 訓練指導車：1
- ボートトレーラー：3

## ギャラリー

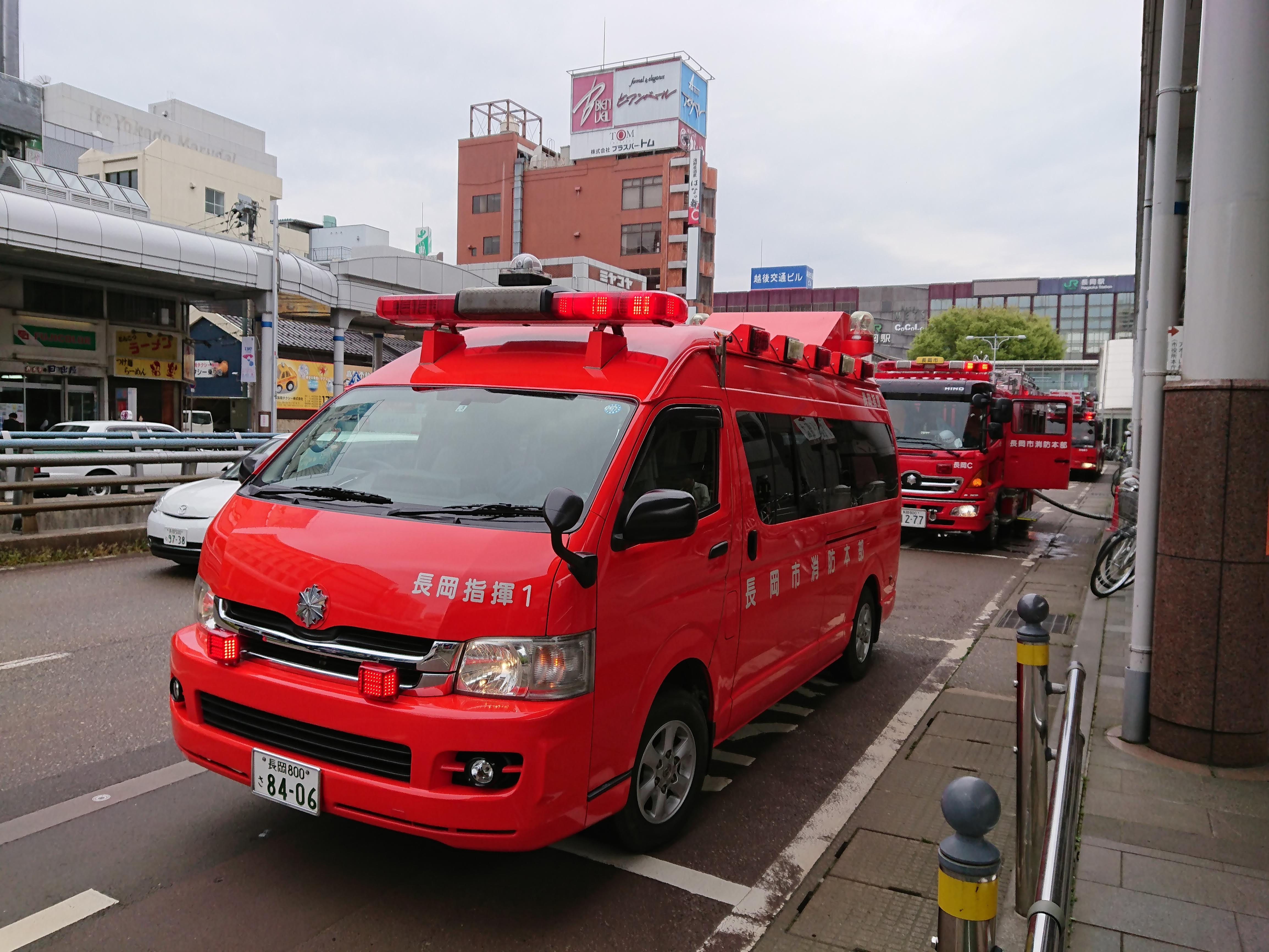
本部所属の指揮車
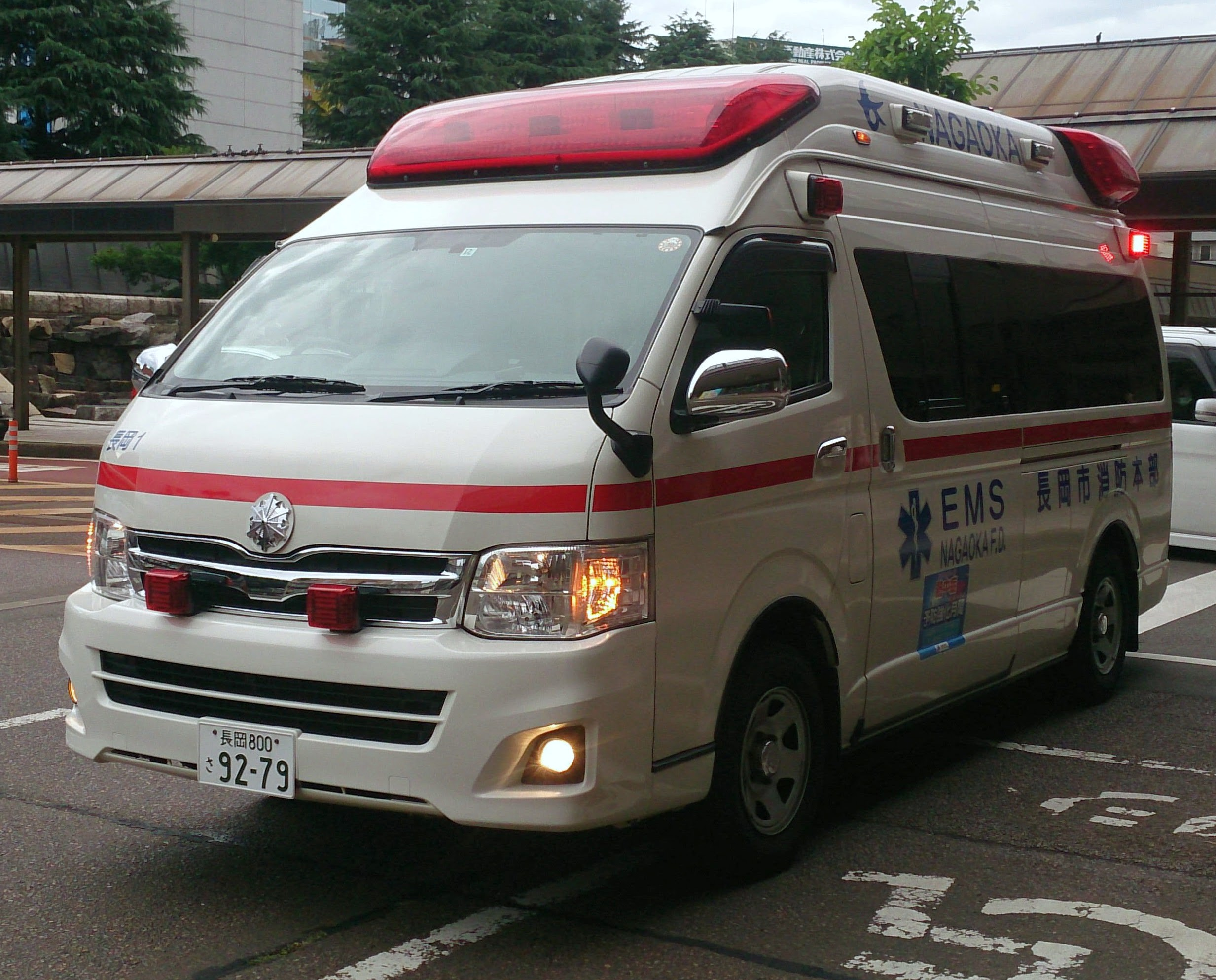
救急車
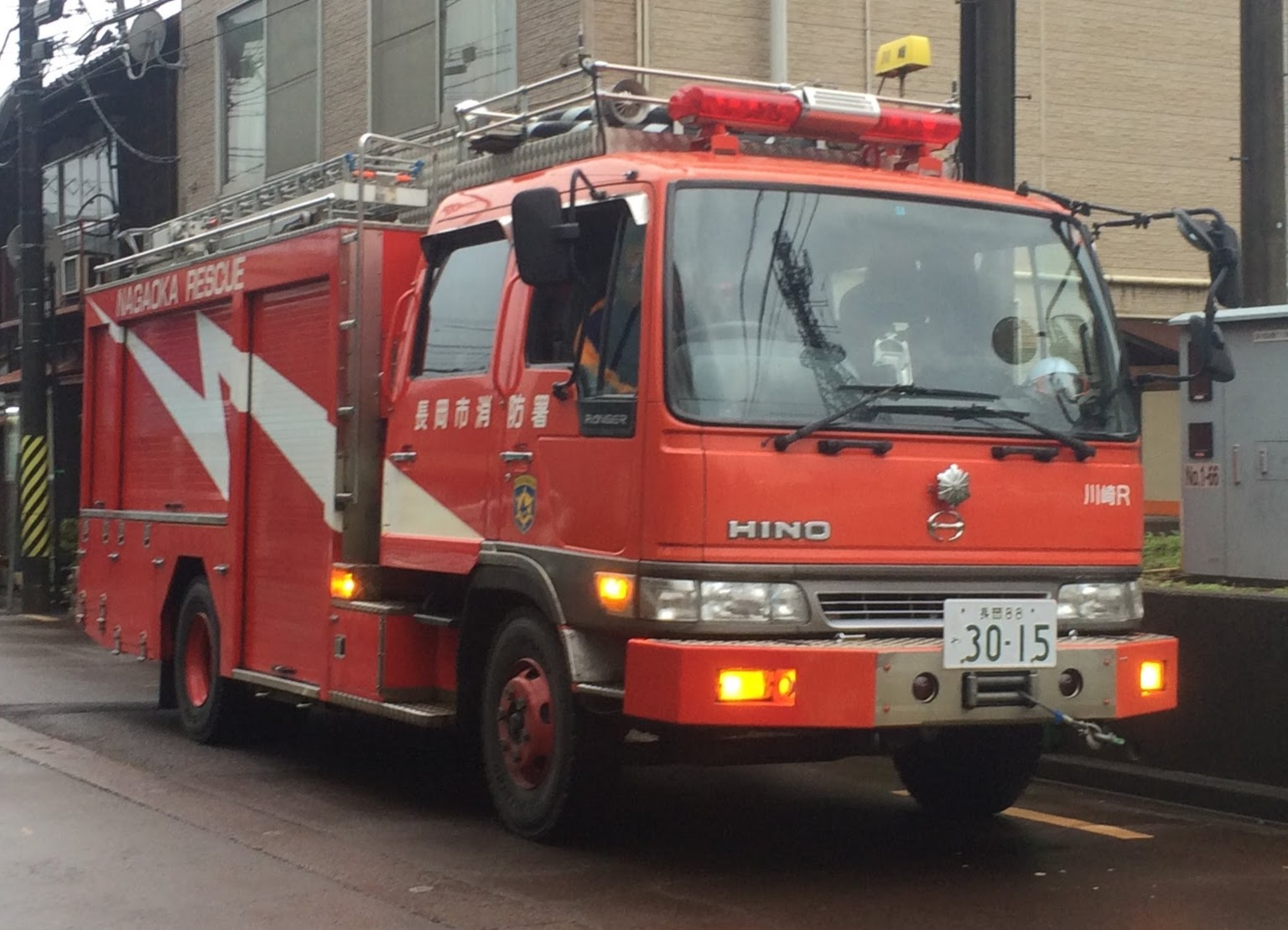
川崎所属の消防車両
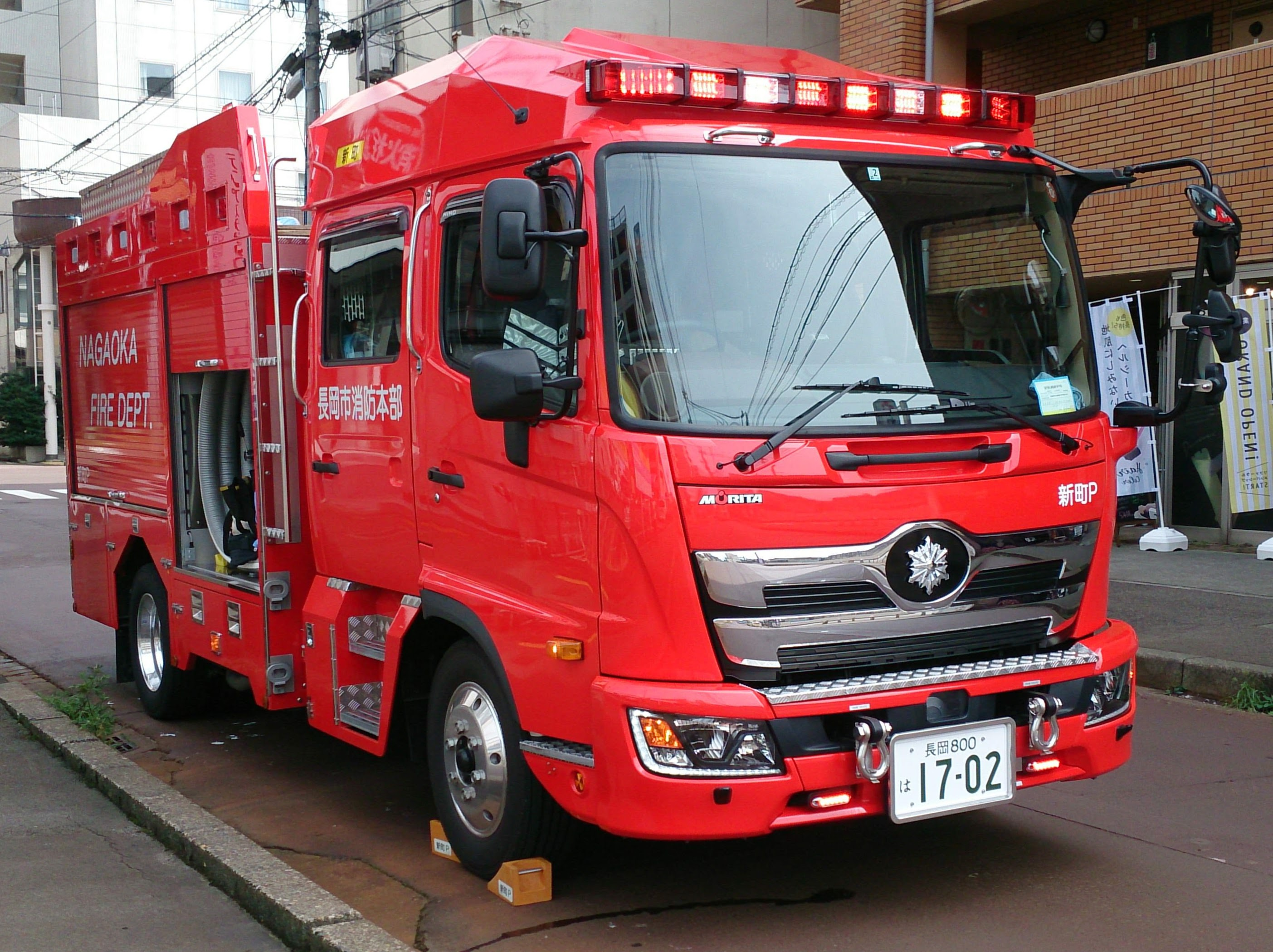
新町所属の消防車両
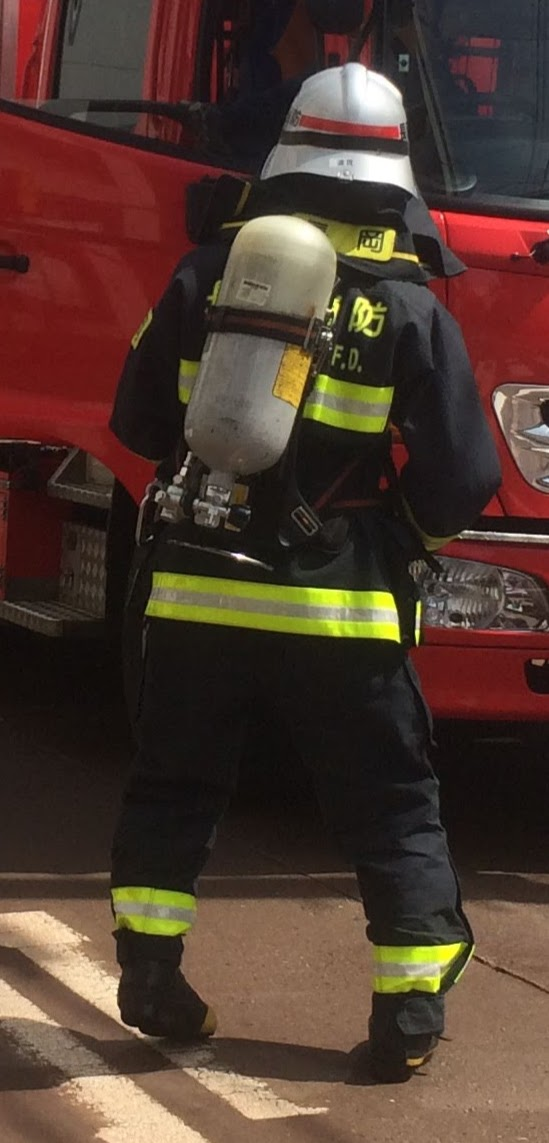
消防士

## 消防署
| 消防署     | 住所             | 出張所 |
| ---------- | ---------------- | --- |
| 長岡消防署 | 千歳1-3-100      | 関原：関原南2-4095 新町：西新町2-7-27 越路：浦715 川崎：川崎町2708-1 宮内：曲新町549-1 山古志：山古志竹沢乙371-2 小国：小国町法坂724-1 |
| 与板消防署 | 与板町本与板3731 | 中之島：中之島43-1 寺泊：寺泊大町9353-528                                                                                              |
| 栃尾消防署 | 栃尾大町2-11     | なし |